# Thorleif Reiss
Thorleif Reiss, född 22 maj 1898 i Aker, död 14 april 1988 i Oslo, var en norsk skådespelare, teaterchef, teaterregissör och pjäsförfattare.

## Biografi
Reiss tog examen artium 1916. Han debuterade på Nationaltheatret 1918 i Don Carlos. Han ingick i Nationaltheatrets fasta ensemble till och med 1926 då han gick över till Centralteatret. Han fick där sitt genombrott som karaktärskomiker. Från 1931 verkade han vid Carl Johan-teatret där han från 1933 också var teaterchef tillsammans med Per Aabel. Fram till 1939 arbetade han som teaterchef, konsulent, skådespelare och regissör. Reiss var en aktiv skådespelare och spelade inte sällan nio föreställningar per vecka.
År 1939 blev Reiss fast anställd vid NRK där han verkat sedan 1925. Han gjorde bland annat visor och sketcher tillsammans med Leif Enger i duon Pitt og Pott. Från 1942 var han engagerad vid Det Nye Teater där han fortsatte som karaktärskomiker, men även som tragediskådespelare. Han kom även att verka som regissör vid teatern och avslutade sitt engagemang där 1976.
Vid sidan av teatern verkade han som filmskådespelare. Han debuterade 1922 i den tyskproducerade stumfilmen Die Gezeichneten. På film var han en birollsskådespelare och var som mest aktiv under 1940-talet. Han gjorde sin sista filmroll 1982 i Henrys bakværelse.
Som pjäsförfattare skrev han farsen Jeg vedder och äventyrsstycket Snehvit. Den sistnämnda hade premiär på Nationaltheatret 1929 och skrevs tillsammans med Alf Rød. Reiss skrev också en del revytexter, bland annat för Chat Noir.
Reiss erhöll Kungens förtjänstmedalj.

## Familj
Reiss var son till musikforskaren Georg Reiss (1861–1914) och Elisabeth Dymling (1861–1920). Han var gift första gången med Esther Colbjørnsen Dahl (1896–1941). Efter hennes död gifte han sig 1944 med Gunborg Kristiane Skistad (1911–2001).

## Filmografi
- 1922 – Die Gezeichneten
- 1933 – Jeppe på bjerget
- 1941 – Gullfjellet
- 1942 – Det æ'kke te å tru
- 1942 – Den farlige leken
- 1943 – Den nye lægen
- 1946 – Englandsfarare
- 1948 – Kampen om atombomben
- 1948 – Trollforsen
- 1954 – I moralens navn
- 1958 – Människor på flykt
- 1959 – Jakten
- 1970 – Skulle det dukke opp flere lik, er det bare å ringe...
- 1970 – Mästertjuven
- 1971 – 3
- 1972 – Motforestilling
- 1974 – Under en steinhimmel
- 1976 – Farlig yrke (TV-serie)
- 1977 – Karjolsteinen
- 1982 – Henrys bakværelse